# A Splendid Dishonor
A Splendid Dishonor è un cortometraggio muto del 1914 diretto da E.H. Calvert.

## Trama
Con ancora poco tempo da vivere, un uomo prende il posto di un condannato a morte, scambiandosi con lui.

## Produzione
Il film fu prodotto dalla Essanay Film Manufacturing Company.

## Distribuzione
Distribuito dalla General Film Company, il film - un cortometraggio in due bobine - uscì nelle sale cinematografiche statunitensi il 25 settembre 1914.